# فيلي د. ارين
فيلي د. ارين (بالإنجليزية: Willie D. Warren)‏ هو مغني وكاتب أغاني أمريكي، ولد في 11 سبتمبر 1924، وتوفي في 30 ديسمبر 2000.